# Giovanni Peragine
Giovanni Peragine (Altamura, 25 giugno 1965) è un arcivescovo cattolico italiano, dall'8 gennaio 2025 arcivescovo metropolita di Scutari-Pult.

## Biografia
Nato nel 1965 nell'allora prelatura di Altamura e Acquaviva, entra nell'Ordine dei Chierici regolari di San Paolo nel 1983 ed emette i primi voti il 23 settembre 1984 e quelli perpetui il 17 novembre 1991. Riceve l'ordinazione sacerdotale il 20 marzo 1993.

### Ministero sacerdotale
Nel 1998 giunge in Albania per svolgere il suo ministero a Milot. È parroco della parrocchia di San Nicola in Milot dal 2002 e dal 2008 responsabile della rete dei volontari Qendër Agorà Padri Barnabiti. Dal 2009 è presidente della Conferenza Albanese dei Superiori Maggiori; dal 2012 ricopre l'incarico di presidente dell'Unione delle Conferenze Europee dei Superiori Maggiori (UCESM).

### Ministero episcopale
Il 15 giugno 2017 papa Francesco lo nomina vescovo titolare di Fenice e amministratore apostolico dell'Albania Meridionale.
Riceve la consacrazione episcopale il successivo 7 settembre da George Anthony Frendo, arcivescovo metropolita di Tirana-Durazzo, coconsacranti l'arcivescovo Charles John Brown, nunzio apostolico in Albania, e il vescovo Hil Kabashi, suo predecessore. Fa il suo ingresso a Valona il successivo 10 settembre.
Dal 20 febbraio 2024 è segretario generale della Conferenza episcopale dell'Albania. Dal 5 febbraio 2018 al 20 febbraio 2024 è vicepresidente della stessa.
Il 20 maggio 2024 il papa lo nomina arcivescovo coadiutore di Scutari-Pult; prende possesso dell'ufficio il successivo 9 giugno. L'8 gennaio 2025, con l'accettazione della rinuncia dell'arcivescovo Angelo Massafra, succede alla medesima sede.

## Genealogia episcopale
La genealogia episcopale è:
- Cardinale Scipione Rebiba
- Cardinale Giulio Antonio Santori
- Cardinale Girolamo Bernerio, O.P.
- Arcivescovo Galeazzo Sanvitale
- Cardinale Ludovico Ludovisi
- Cardinale Luigi Caetani
- Cardinale Ulderico Carpegna
- Cardinale Paluzzo Paluzzi Altieri degli Albertoni
- Papa Benedetto XIII
- Papa Benedetto XIV
- Papa Clemente XIII
- Cardinale Enrico Benedetto Stuart
- Papa Leone XII
- Cardinale Chiarissimo Falconieri Mellini
- Cardinale Camillo Di Pietro
- Cardinale Mieczysław Halka Ledóchowski
- Cardinale Jan Maurycy Paweł Puzyna de Kosielsko
- Arcivescovo Józef Bilczewski
- Arcivescovo Bolesław Twardowski
- Arcivescovo Eugeniusz Baziak
- Papa Giovanni Paolo II
- Arcivescovo Rrok Kola Mirdita
- Arcivescovo George Anthony Frendo, O.P.
- Arcivescovo Giovanni Peragine, B.